# Mesquitinha
Mesquitinha, nome artístico de Olympio Bastos (Lisboa, 19 de abril de 1902 — Rio de Janeiro, 10 de junho de 1956) foi um ator brasileiro. Ator notável dos palcos e dos primeiros anos do cinema brasileiro.Com a esposa, Olga Bastos, teve duas filhas, Ondina Bastos Moura e Olinda Bastos Moura (já falecidas) e quatro netas, Elza Amorim Muniz, Edna Moura de Matos (falecida), Eliane Moura Guanabara e Elizabeth Moura Borges

## Biografia
Nascido em Lisboa, viaja para o Brasil em 1907, fixando-se com a família em São Paulo e posteriormente naturalizando-se brasileiro. Em 1927, muda-se para o Rio de Janeiro, onde faz suas primeiras participações em revistas e comédias.
Com vinte anos foi para o Rio de Janeiro, atuando no teatro musicado e em comédias. Seu nome Mesquitinha surgiu pelo fato de ser afilhado de um ator veterano chamado Mesquita, e bastante conhecido no meio teatral da época.
Trabalhou com grandes nomes do teatro de revista como Margarida Max e Aracy Cortes, logo fixando o seu no mesmo patamar.
Atuou em diversos filmes, entre musicais e comédias.Em 1936, estreou como diretor no filme João Ninguém, que apresentou a primeira sequência colorida do cinema brasileiro.
Chegou a naturalizar-se brasileiro.
No disco, fez seis gravações entre 1930 e 1931 (quatro na Odeon e duas na Victor), em três discos. Estréia como diretor em 1936, dirigindo quatro filmes no total. Morre no Rio em 1956, aos 54 anos de idade.

## Filmografia

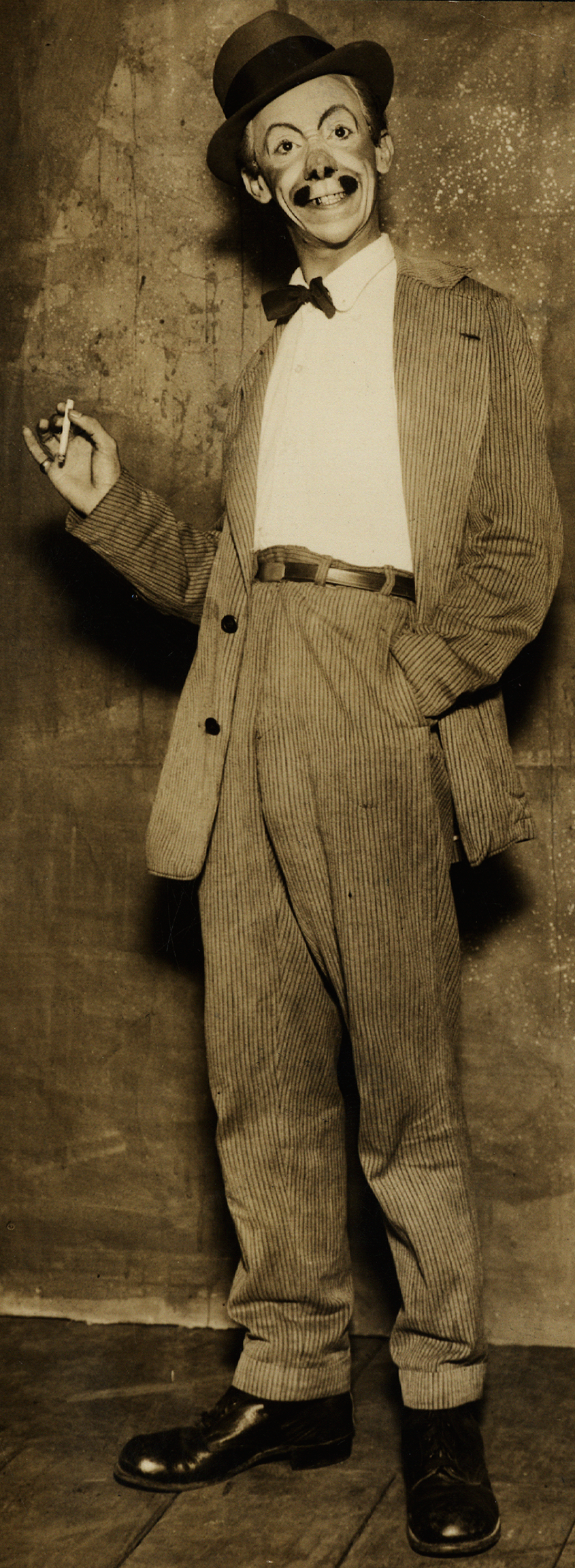
Retrato sob o Arquivo Nacional (Brasil).

| Ano  | Título                     | Papel               |
| ---- | -------------------------- | ------------------- |
| 1932 | O Carnaval Cantado de 1932 | —                   |
| 1935 | Alô, Alô, Brasil           | —                   |
| 1935 | Noites Cariocas            | Cômico da revista   |
| 1935 | Estudantes                 | Ramalhete           |
| 1936 | O Bobo do Rei              | Pinguim             |
| 1936 | João Ninguém               | —                   |
| 1938 | Está Tudo Aí               | Generoso            |
| 1938 | Bombonzinho                | —                   |
| 1938 | Maridinho de Luxo          | Marcos              |
| 1938 | Tererê Não Resolve         | Mesquitinha         |
| 1939 | Onde Estás Felicidade?     | Félix               |
| 1940 | Pinóquio                   | Grilo Falante (voz) |
| 1940 | Pega Ladrão                | Velho detetive      |
| 1943 | É Proibido Sonhar          | Seu Acácio          |
| 1943 | Samba em Berlim            | Caipira             |
| 1944 | Romance de um Mordedor     | —                   |
| 1945 | Cem Garotas e um Capote    | Zefinho dos Santos  |
| 1946 | Segura Esta Mulher         | Louco               |
| 1948 | Esta é Fina                | —                   |
| 1949 | Está com Tudo              | —                   |
| 1952 | Simão, o Caolho            | Simão               |